# Читэм, Джимми
Джеймс Рудольф Читэм (англ. James Rudolph Cheatham); 18 июня 1924, Бирмингем, Алабама, США  — 12 января 2007, Сан-Диего, Калифорния, США) — американский джазовый и блюзовый тромбонист и преподаватель. Номинант Blues Music Awards в номинации «Альбом традиционного блюза» (1989). Работал в том числе в дуэте с женой, пианисткой Джинни Читэм.

## Биография
Джейсм Читэм родился в Бирмингеме, штат Алабама 18 июня 1924 года в семье Изабель и Эндрю Читэма. После того, как его родители разошлись, когда он был маленьким ребенком, он рос со своей матерью и сестрой Арлин в Буффало, штат Нью-Йорк. В феврале 1943 года он поступил на военную службу в армию Соединенных Штатов и был членом оркестра сухопутных войск 173-й армии с 1944 по 1946 год, когда он был демобилизован после окончания Второй мировой войны. В оркестре вместе с ним играло много музыкантов, впоследствии ставшими известными, в частности Лестер Янг . 
Воспользовавшись G.I. Bill, с 1948 года Читэм стал посещать Нью-Йоркскую консерваторию современной музыки в Бруклине, а затем с 1950 по 1953 год учился в музыкальном колледже Уэстлейк в Лос-Анджелесе. Во время учёбы работал в оркестрах под руководством Джеральда Уилсона и Бенни Картера. Произведение, которое он написал для струнного квартета, было исполнено на концерте с Полем Робсоном, и он смог получить стипендию в близлежащей Американской оперной лаборатории. Когда он жил в Лос-Анджелесе, он делил квартиру с саксофонистом Бадди Колеттом, и в гостях у них бывали Чарли Паркер и первый квартет Джерри Маллигана, которые приезжали туда репетировать. 
В 1956 году он встретил Джинни Эванс, с котороё они поженились в 1959 году. Пара поселилась в районе Нью-Йорка где Джимми Читэм в 1960-х годах работал музыкальным руководителем группы Чико Гамильтона. В этот период Джимми и Джинни Читэм также продолжали гастролировать, выступая в частности с таким музыкантами, как Орнетт Коулмен и Каунт Бейси. В 1970-е Джимми Читэм преподавал в колледже Беннингтона в Вермонте, затем он и его жена с 1972 по 1977 годы были в должности приглашённых профессоров в Университете Висконсина в Мэдисоне. В 1978 году пара переехала в Сан-Диего. В 1979 году Джимми был назначен руководителем программы афроамериканских и джазовых выступлений в Калифорнийском университете . С 1978 по 1984 год они проводили еженедельные джем-сейшны в Сан-Диего, но были вынуждены остановить это в связи с тем, что их творчество в созданной группе Sweet Baby Blues Band стало получать международное признание и пара стала много гастролировать, в том числе, в Европе. Они выступали на джазовом фестивале в Ницце и джазовом фестивале Северного моря, в Центре исполнительских искусств имени Кеннеди в Вашингтоне, округ Колумбия, на блюзовом и джазовом фестивалях в Лонг-Бич, блюзовом фестивале в Сан-Франциско, джазовом фестивале Playboy, джазовых фестивалях в Монтерее, Чикаго, в Фудзицу Конкорд и Новой Зеландии . Группа много записывалась: альбом Luv был признан блюзовым альбомом года в опросе критиков DownBeat 1991 года. В 1985 году группа с дебютным альбомом получила престижную премию Grand Prix du Disque de Jazz от Hot Club de France. В 1998 году группу описывали как «джамп-блюзовый коллектив, играющий фанк, хард-свинг, буги-вуги». Деятельность группы продолжалась вплоть до смерти Джимми Читэма в 2007 году. В 1984 году Читэм и его жена завоевали бронзовую медаль на Нью-Йоркском кинофестивале и премию телевидения за специальный выпуск телеканала KPBS 1983 года «Три поколения блюза», в котором они снялись с Сиппи Уоллес, Биг Мамой Торнтон.
Джимми Читэм — автор музыки для программы «Wide World of Sports» на канале ABC, нескольких бродвейских шоу и телевизионных рекламных роликов. 
В 1993 году Читэм вышел на пенсию из Калифорнийского университета в Сан-Диего в должности профессора музыки, но немедленно был принят обратно в качестве руководителя джазового ансамбля университета .
Умер 12 января 2007 года, месяцем ранее подвергшись операции на сердце.
«Когда он играл вместе со своей женой, джазовой и блюзовой пианисткой Джинни Читэм, тона были безошибочными, чистыми и часто поразительно интимными» 
«Бренд блюза Джимми и Джинни Читэм — это радостное сочетание духа и интеллекта. Он уходит корнями в традиции, но по-прежнему звучит безумно» .

## Дискография (с Джинни Читэм)
- Sweet Baby Blues (1985)[7]
Jeannie Cheatham and Jimmy Cheatham
Concord Jazz
CCD-4258 (CD)   CJ-258 (LP)   CJC-258 (MC)
- Midnight Mama (1986)[7]
Jeannie and Jimmy Cheatham and the Sweet Baby Blues Band
Concord Jazz
CCD-4297 (CD)   CJ-297 (LP)   CJ 297-C (MC)
- Homeward Bound (1987)[7]
Jeannie and Jimmy Cheatham and the Sweet Baby Blues Band
Concord Jazz
CCD-4321 (CD)   CJ-321 (LP)   CJ 321-C (MC)
- Back to the Neighborhood (1989)[7]
Jeannie & Jimmy Cheatham and the Sweet Baby Blues Band
Concord Jazz
CCD-4373 (CD)   CJ-373 (LP)
- Luv in the Afternoon (1990)[7]
Jeannie & Jimmy Cheatham and the Sweet Baby Blues Band
Concord Jazz
CCD-4429 (CD)
- Basket Full of Blues (1992)[7]
Jeannie and Jimmy Cheatham and the Sweet Baby Blues Band
Concord Jazz
CCD-4501 (CD)
- Blues and the Boogie Masters (1993)
Jeannie & Jimmy Cheatham and the Sweet Baby Blues Band
Concord Jazz
CCD-4579 (CD)
- Gud Nuz Bluz (1996)
Jeannie & Jimmy Cheatham and the Sweet Baby Blues Band
Concord Jazz
CCD-4690 (CD)